# 하선정
하선정(河宣貞, 1922년 6월 7일 ~ 2009년 3월 6일)은 대한민국의 요리 연구가이다.
1940년대 말에는 한국 제1호 요리연구가로, 1954년에는 한국 최초 요리학원장으로 활동했다. 현재는 CJ제일제당에 인수되었던 하선정종합식품의 설립자이다.

## 생애

### 발자취
- 1954년 수도가정요리학원(현 하선정 요리학원) 설립
- 1972년 액체육젓 발명특허 획득
- 1984년 프랑스 파리에서 한국 전통 요리 전시회 개최
- 한국부인회 이사, 여성발명협회 명예회장, 환경단체 지도위원 등 활동
- 1987년 월간 <요리> 창간
- 1989년 국민훈장 목련장 수상
- 2009년 3월 6일 새벽 3시 30분에 노환으로 별세하였다.[3] 향년 88세.

## 주요 출연작

### CF 광고
- 1985년 ~ 1990년 하선정종합식품 액체 육젓 * 멸치 액젓
- 1987년 광진전자 광진 녹즙기

## 주요 저서
- 1989년 건강을 먹고 사는 지혜
- 1990년 돈등신 일박사
- 1991년 하선정 요리대전집
- 2002년 하선정의 내림 손맛

## 같이 보기
- 황혜성